# Helena Hanuljaková
Helena Hanuljaková ist eine slowakische Deutschlehrerin und Verbandsfunktionärin im Bildungssektor.
Helena Hanuljaková war seit 2001 als Nachfolgerin von Gerard Westhoff Präsidentin des Internationalen Deutschlehrerverbandes und damit eine bedeutende Interessenvertreterin der Förderung der deutschen Sprache. 2009 folgte ihr Marianne Hepp in der Funktion als Präsidentin nach.
Zudem war sie bis zum 2. September 2010 Vorsitzende des Verbandes der Deutschlehrer und Germanisten der Slowakei „SUNG“ und bis zum 8. September 2010 Generaldirektorin des Methodisch-Pädagogischen Zentrums für Lehrerfortbildung der Slowakei „MCT“ in Bratislava.